# الفرقة السمفونية الوطنية السورية
تشكلت الفرقة السمفونية الوطنية السورية بدمشق في العام 1993 وجاءت بعد إنشاء المعهد العالي للموسيقا في دمشق الذي يقوم بتزويدها بالكوادر وهي ما تزال جزءاً من المعهد العالي للموسيقى حيث خطا بهما الأستاذ صلحي الوادي خطوتهما الأولى والتي جعلت الأوركسترا تظهر ظهوراً لائقاً ومرموقاً في سورية وخارجها.
تتألف الفرقة السمفونية الوطنية السورية من خريجي وأساتذة المعهد العالي للموسيقا إضافة إلى بعض الخبراء الأجانب. مثلت هذه الفرقة سورية في الكثير من المحافل والمهرجانات العربية والدولية واستطاعت أن تبرز وجه سورية الحضاري وقدمت عروضها في كل من: لبنان - الأردن – العراق – الكويت – سلطنة عمان – الإمارات العربية المتحدة - البحرين – تركيا – إسبانيا – ألمانيا – إيطاليا (جنوه 2004، مهرجان رافينا) – الولايات المتحدة الأمريكية وغيرها، وكان إحياؤها الحفل في الولايات المتحدة الأمريكية (قاعة رويس في جامعة UCLA، مركز الفنون في أورنج كاونتي – لوس أنجلوس حدث تاريخي مهم حيث نالت الفرقة على إعجاب الحاضرين ونال قائد الفرقة الأستاذ صلحي الوادي شهادة من الكونغرس الأمريكي ومن مركز الفنون.
وساهم كثير من أعضائها في إحياء حفلات موسيقية مشتركة مع باقي الفرق الأوركسترالية العالمية ومنها: أوركسترا أوبرا لاسكالا الإيطالية – أوركسترا البحر الأبيض المتوسط – الأوركسترا الأوربية المتوسطية المشتركة – الأوركسترا الوطنية الجزائرية – أوركسترا معهد باغانيني في مدينة جنوة الإيطالية – أوركسترا مكتبة الإسكندرية – الفرقة السمفونية الوطنية التونسية.
قامت الأوركسترا وبالتعاون مع المركز الثقافي البريطاني بتقديم أول أوبرا في سورية في عام 1995 وهي أوبرا (دايدو وإينياس) تأليف هنري بورسيل في كل من دمشق، تدمر وبصرى، كما قدمت أعمالاً للمؤلفين العرب الكلاسيكيين من سورية ومن خارج سوريا وعمل مع الفرقة موسيقيون معروفون عربياً وعالمياً منهم من عمل معها ضمن ورشات عمل ونذكر منهم: صلحي الوادي – نوري الرحيباني – رعد خلف – مالك جندلي (من سورية - الولايات المتحدة الأمريكية)، وليد غلمية – هاروت فازليان (من لبنان)، محمد عثمان صديق (من الأردن)، أحمد الصعيدي (من مصر)، أمين كيفين يشليشام (من تركيا)، ادوارد ميلكوس – ولفغانغ غروهس (من النمسا)، فرانشيسكو ريتينغ (من تشيللي)، بيير آلان بيجيه - سيلفان غازانسون (من فرنسا)، ديفيد رادج (من الولايات المتحدة الأمريكية)، ريكاردو موتي – أنجيلو غوارانيا (من إيطاليا)، جيورجي تشيتشنادزه (من جورجيا).
عزف مع الفرقة العديد من العازفين المنفردين العالميين والموسيقيين السوريين مثل: كارل توماس (أوركسترا برلين الفلهارمونية)، المغنية غلوريا سكالكي (إيطاليا), أرمين باباخانيان (أرمينيا). 
قامت الفرقة السمفونية الوطنية السورية بحفل الافتتاح الرسمي لدار الأسد للثقافة والفنون (دار الأوبرا) في أيار 2004 بحضور السيد رئيس الجمهورية العربية السورية وحفل افتتاح دمشق عاصمة الثقافة العربية 2008.
في شباط 2007 عزفت الفرقة مع مغني التينور العالمي بلاسيدو دومينغو ومغنية السوبرانو العالمية كاللين إسبريان بقيادة القائد الألماني يوجين كون ضمن مؤتمر «التعليم بلا حدود» الرابع في الإمارات العربية المتحدة.